# 高木昌秀
高木 昌秀（たかぎ まさひで、生没年不詳）は、江戸時代前期の槍術家。通称は刑部左衛門。

## 経歴・人物
信濃の人物で、落合康政の門人。建孝流槍術の3代目。